# Palais des congrès du Toronto métropolitain
Pour les articles homonymes, voir Palais des congrès.
Le Palais des congrès du Toronto métropolitain, ou Metro Toronto Convention Centre en anglais, est un palais des congrès de 56 000 m2 inauguré en 1984 et situé dans le centre-ville de Toronto, au 255 de la rue Front Ouest, dans la province de l'Ontario, au Canada. Il abrite le théâtre John Bassett (en), une salle de spectacle polyvalente d'une capacité de 1 330 places. Le palais des congrès est connecté au réseau souterrain du PATH, et est desservi par le métro de Toronto via la station Union.
Le lieu accueille différents types d'évènements, tels que des conférences, des salons, des sommets politiques et économiques, des spectacles, et des émissions de télévision. Il a accueilli d'importants évènements internationaux, dont le sommet du G7 en 1988, une partie des rencontres du G20 en 2010, ou le XVIe Congrès International sur le SIDA en 2006. Il a également été le lieu où ont été organisés les repêchages d'entrée dans la Ligue nationale de hockey (LNH) de 1985, et où sont remis, chaque année, les trophées et récompenses de la LNH. Le festival Fan Expo Canada y est organisé chaque année, ainsi que le Salon international de l'automobile de Toronto.
Les auditions des émissions canadiennes de télé-crochet So You Think You Can Dance Canada et Canadian Idol s'y sont déroulés.

## Sources
- (en) Cet article est partiellement ou en totalité issu de l’article de Wikipédia en anglais intitulé « Metro Toronto Convention Centre » (voir la liste des auteurs).